# Aarburg
Aarburg (gsw. Arbig; fr. Aarbourg) – miasto i gmina (niem. Einwohnergemeinde) w Szwajcarii, w kantonie Argowia, w okręgu Zofingen. Liczy 8 577 mieszkańców (31 grudnia 2020). Leży w przełomie rzeki Aare przez dolną dolinę rzeki Wigger, w miejscu, w którym zbiegają się najważniejsze linie komunikacyjne Szwajcarii. 

## Historia
W XIX wieku węzeł kolejowy, centrum handlu winem i znaczny ośrodek przemysłu bawełnianego. W 1888 r. miejscowość liczyła 2,8 tys. mieszkańców. W okresie międzywojennym XX wieku w starej twierdzy powstał ośrodek dla nieletnich przestępców.

## Zabytki
- zamek Aarburg
- Kościół Reformowany